# Pugio

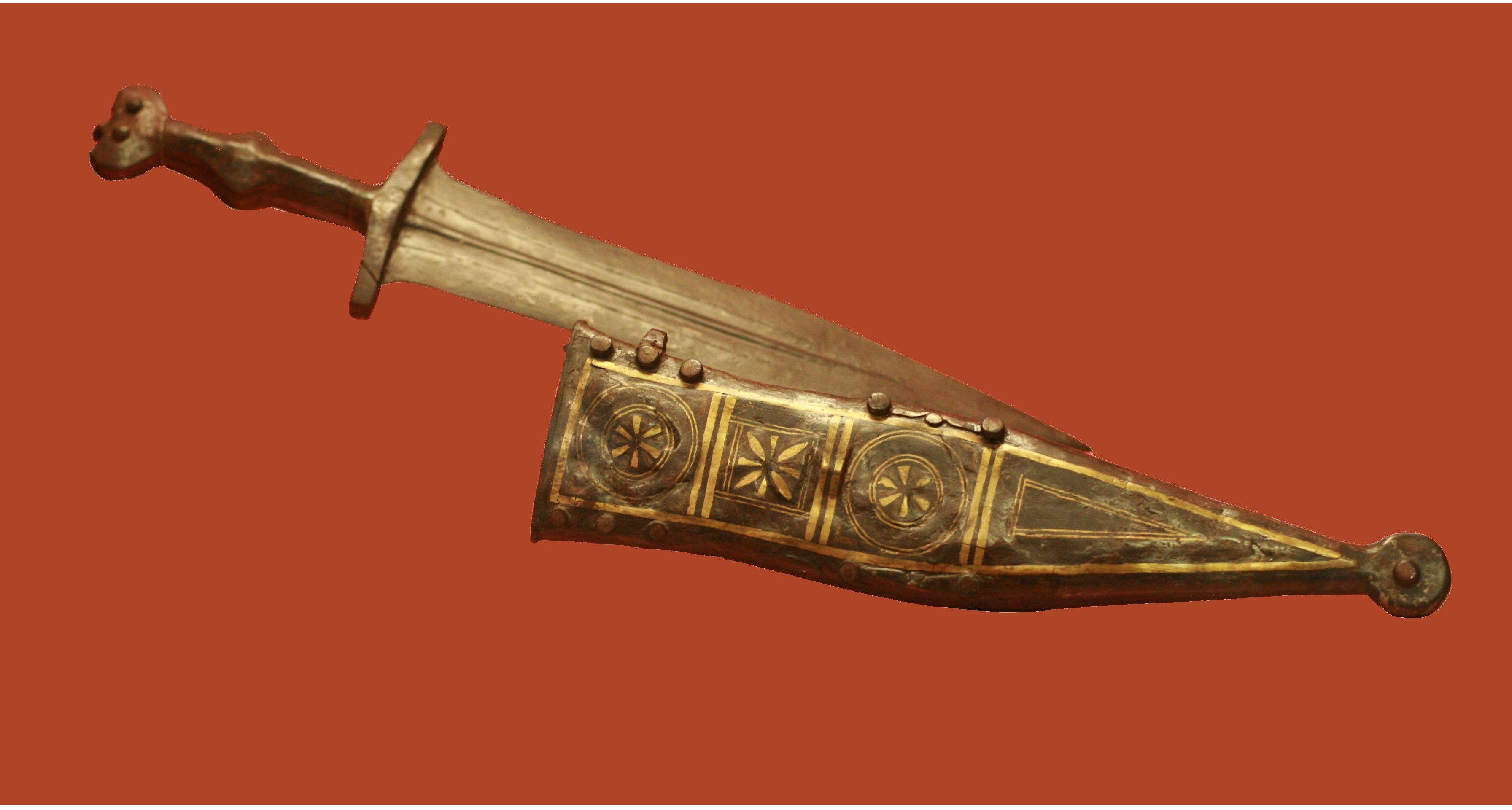
Egzemplarz pugio z II wieku n.e., znaleziony w Carnuntum

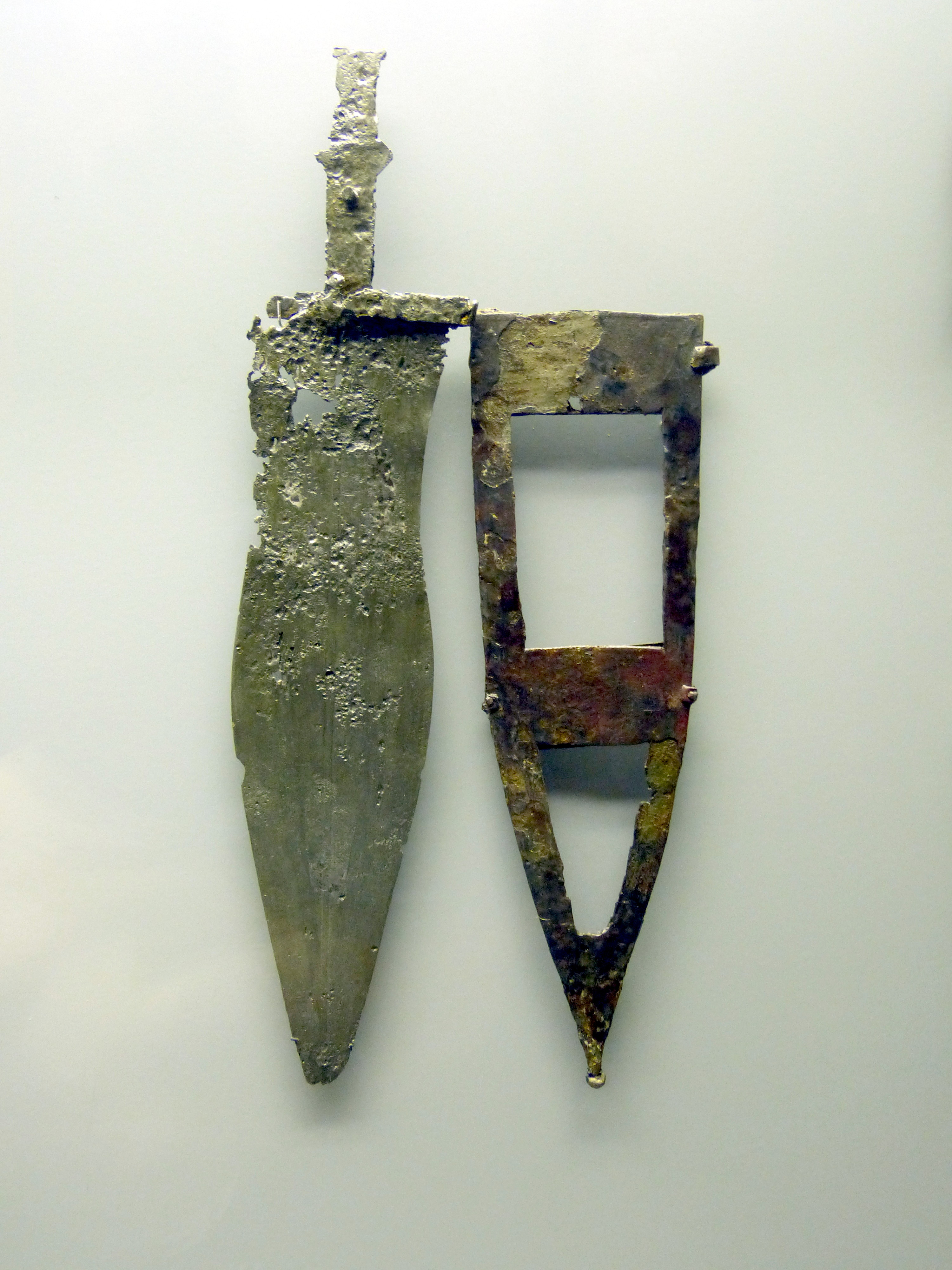
Zachowana metalowa głownia z trzonem rękojeści sztyletu i ze szkieletową konstrukcją pochwy (znalezisko z obozu Quintana, II/III w. n.e.)

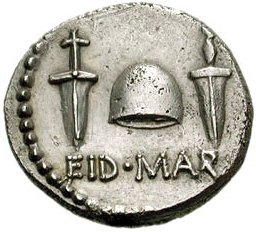
Para pugiones na monecie Brutusa, upamiętnionych jako narzędzie zabójstwa Cezara

Pugio (łac. pūgiō – sztylet, od pungere – kłuć; lm pugiones) – krótki sztylet rzymski używany do walki wręcz i należący do zasadniczego wyposażenia legionisty.

## Opis
Zaliczany do zaczepnego uzbrojenia żołnierza rzymskiego, był rodzajem poręcznego sztyletu o niewielkiej, lecz dość szerokiej klindze mierzącej ok. 20–25 cm długości i szerokiej na ok. 5–7 cm, z podwójnym zbroczem (strudziną) pośrodku, z prostym jelcem, kościaną lub rogową rękojeścią i krągłą głowicą. Jego kształt zbliżony do krótszego miecza (tzw. hiszpańskiego) wskazuje na prawdopodobne tamtejsze pochodzenie. 

## Zastosowanie
W Italii pojawił się pod koniec III wieku p.n.e., na stałe jednak wszedł do podstawowego uzbrojenia u schyłku II stulecia p.n.e. Według J. Sikorskiego nie jest pewne, czy sztylet wchodził w skład uzbrojenia zaczepnego już w czasach republiki; niemniej w okresie wczesnego cesarstwa pugio należał do stałego uzbrojenia legionistów. Jego kształt i budowa wskazują na broń przeznaczoną głównie do pchnięcia. Ze względu na niezwykle mocną konstrukcję (szeroka i masywna klinga o dodatkowym wzdłużnym wzmocnieniu) przypuszcza się, że służył nie tylko do dobijania pokonanego przeciwnika, lecz także do parowania ciosów zamiast utraconej tarczy lub miecza.

## Wykorzystanie
Chroniono go w pochwie z drewna, brązu lub żelaza, niekiedy pokrytej ozdobnymi aplikami lub inkrustacjami ze srebra lub złota. Trzon pochwy stanowiły początkowo drewniane kształtki, a później metalowy szkielet pokryty przynitowanymi grawerowanymi blachami z brązu. W epoce cesarstwa sposób zdobienia pochwy i rękojeści był wyróżnikiem wśród żołnierzy. Noszono go zawsze po lewej stronie – początkowo na jednym z krzyżujących się pasów biodrowych (jeszcze w I wieku n.e.), później  na jednym pasie (balteus) z tzw. fartuchem (cingulum). U oficerów często zawieszony na rapciach w bogato zdobionej pochwie o czterech ryfkach (np. centurion nosił go po prawej stronie, mając po lewej miecz – gladius); należał do standardowego wyposażenia chorążych (aquiliferi, signiferi). Spośród pieszych legionistów wyposażeni byli w tę broń także niżsi oficerowie (optiones), natomiast nie stosowano jej w kawalerii. Różnorodność wytworzonych odmian tego sztyletu ukazuje pochodzące z III wieku n.e. znalezisko 51 jego egzemplarzy z rzymskiego obozu Quintana.
Pugio sporadycznie używano nie tylko w wojsku – użyto go m.in. podczas cywilnego zabójstwa Cezara (por. Swetoniusz: Żywoty cezarów, Boski Juliusz 82). 
Często mylony z parazonium. Należy go też odróżniać od innych rodzajów sztyletów bądź długich noży, takich jak clunaculum i lingula wymienianych przez starożytnych autorów, choć różnice te współcześnie są trudne do uchwycenia i sprecyzowania (np. u Newiusza, Warrona, Gelliusza). 